# Korcs szerelmek
A Korcs szerelmek (eredeti címén Amores perros) egy 2000-ben bemutatott mexikói filmdráma. A 21 grammot és a Babelt megelőzve a rendező halál trilógiájának első része. Bár történetében nem, de felépítésében hasonlít a Ponyvaregényre, ezért időnként „A mexikói Ponyvaregényként” hivatkoznak rá. Három különálló történetet mutat be, melynek szereplőit valamilyen szinten egy autóbaleset kapcsolja össze. Mindhárom történet legfontosabb témája a hűség és a hűtlenség, részben kutyák és emberek, de legfőképpen emberek és emberek közötti vonatkozásban.
Többek között elnyerte a Cannes-i fesztivál Kritikusok Hetének nagydíját, és Oscar-díjra is jelölték a legjobb idegen nyelvű film kategóriában.

## Cselekmény
|  | Alább a cselekmény részletei következnek! |

A film három különböző történetet mutat be egymás után, néha a másik két történet szereplői is megjelennek bennük.

### Susana és Octavio története
A film első jeleneteként két fiatalember, Octavio és egy társa egy autóban ülve menekül egy őket üldöző jármű elől, hátsó ülésükön egy vérző kutyával. A hajsza oda torkollik, hogy Octavióék nagy sebességgel nekiütköznek egy vétlen autónak.
A következő jelenet Ocatavio családjának házában játszódik: itt él Octavio anyjával, bátyjával (Ramiro) és annak párjával, Susanával, valamint Susanáék babájával. Amikor Susana hazajön, az ajtón kifut az utcára Kávé nevű kutyájuk, aki összetalálkozik a kutyaviadalokban érdekelt Jarocho kutyájával, rátámad és elpusztítja azt. Ebből származik Octavio ötlete, hogy megpróbáljon pénzt keresni kutyaviadalokból Kávé segítségével. A pénz azért kell neki, mert ő is Susanába szerelmes, és el akarja hagyni vele Mexikóvárost, de Susana nem hajlandó erre, annak ellenére sem, hogy párja, Ramiro sokszor erőszakosan bánik vele.
Amikor Octavio először keresi fel a kutyaviadalokat rendező hely gazdáját, az először vonakodik, de amikor megtekint egy rövid küzdelmet Octavio kutyája és egy régi harci kutya között, beleegyezik, hogy Kávé is részt vegyen a viadalokban. A szerencse Octavio mellé áll: kutyája sorra nyeri a küzdelmeket, többek között Jarocho állatait is többször legyőzi. Egy ilyen harc során, amikor ismét Kávé áll nyerésre Jarocho kutyája ellen, Jarocho feldühödik és lelövi Kávét. Ekkor Octavio és vele levő társa elhagyják a házat, de még mielőtt végleg távoznának, Octavio hirtelen visszamegy, és hasba szúrja Jarochót. Ekkor kezdődik az az autós üldözés, amit a film kezdetén láthattunk.
Még ezelőtt azonban Octavio, aki Susana miatt szeretné eltenni bátyját az útból, megegyezik a kutyaviadalokat vezénylő körökkel, akik elkapják Ramirót és alaposan elverik, pont abban a pillanatban, amikor Octavio és Susana otthon szerelmeskednek. Susana viszont továbbra is hű marad Ramiróhoz, nem hajlandó Octavióval elszökni, sőt, Ramiróval és a gyerekkel ők tűnnek el. Ramiro rablásokat kezd elkövetni, hogy pénzhez jusson, de egy bankrablás során egy rendőr lelövi. Temetésén Octavio utoljára könyörög Susanának, hogy menjenek el Ciudad Juárezbe, de a buszállomáson Octavio hiába várja Susanát, ő nem érkezik meg.

### Valeria és Daniel története
Daniel egy neves magazin kiadója, aki elhagyja feleségét és két kislányát Valeria, a híres spanyol modell kedvéért, aki reklámkampányokban és televíziós műsorokban is szerepel. Daniel egy új lakást vásárol Valeria és saját maga számára, ahova be is költöznek Valeria kutyájával, Richie-vel együtt. Az egyik ablakból kinézve pont egy olyan óriásplakát látható, melyen Valeria egész alakos képe szerepel. A lakás padlója azonban egy helyen hibás: a parketta beszakad és egy lyuk keletkezik ott.
Ezután következik az a jelenet, amikor Valeria autójába váratlanul belecsapódik Octavióéké. Valeria súlyos sérüléseket szenved és kerekesszékbe kényszerül. Másnap, amikor Valeria szeretett kutyájával játszik, a labda begurul a padlón keletkezett lyukba, Richie befut utána, de nem jön vissza. Ezután napokig próbálják kicsalogatni onnan a kutyát, de csak patkányokat találnak, illetve Richie hangját hallják a lakás különböző pontjain a padló alól. Valeria sérülése miatt nem folytathatja modell-pályafutását, és az otthoni napközbeni magány is nyomasztóan hat rá, nem csoda, hogy hamarosan feszültség keletkezik közte és Daniel között. Egy nagyobb veszekedés után Valeria bezárkózik szobájába, ahol később Daniel eszméletlen állapotában talál rá. Kiderül, hogy amikor egyedül próbálta megkeresni a kutyáját, a megerőltetéstől trombózisa keletkezett, aminek következtében a lábát amputálni kell. Daniel elkeseredésében több helyen is felbontja a padlót, hogy előkerítse valahogy Richie-t, végül sikerrel jár. Amikor Valeria hazajön a kórházból, szomorúan tapasztalja, hogy az ablakból látható reklámját is leszedték.

### Szakáll és Maru története
Szakáll régen egy magánegyetem oktatója volt, de amikor lánya, Maru, még nagyon kicsi volt, elhagyta családját, gerillának állt, börtönbe került, majd szabadulása után bozontos szakállú hajléktalanként tengeti életét kóbor kutyákat maga mellé gyűjtve, és nem mellesleg bérgyilkosságokat követ el.
Leonardo, az a rendőr, aki annak idején Szakállt letartóztatta, és akivel Ramiro is „összefutott” a bankrabláskor, most már Szakáll barátja. Ő ajánlja egy Gustavo Garfias nevű férfinak, aki meg akarja öletni üzlettársát (Luis Miranda Solarest, aki egyben féltestvére is), hogy keresse fel Szakállt. Szakáll el is vállalja, napokig követi az áldozatot, de pont amikor egy utcasarkon elérkezne a halálos lövés pillanata, megtörténik az autóbaleset. A keletkező csődületben nem sütheti el a fegyverét, inkább odamegy az egyik roncshoz, ahol rátalál Octavio összegyűjtött pénzére, és el is lopja azt. Sőt, rátalál a sebesült Kávé kutyára is, észleli, hogy az még él, ezért azt is elviszi magával és meggyógyítja.
Amikor Szakáll egy újságban észreveszi a hírt, miszerint volt felesége meghalt, elszomorodik. Elmegy a temetésre, ahol messziről láthatja lányát és elhunyt feleségének nővérét is, aki felismeri. Hazatérve Szakáll észreveszi, hogy a legújabb befogadott kutyája (amiről nem tudta, hogy korábban mennyi viadalt megnyert) elpusztította az eddig maga köré gyűjtött többi kedves kutyáját. Mérgében le akarja lőni Kávét is, de aztán megsajnálja és visszateszi a fegyvert.
Nem sokkal később végre sikerül elkapnia Luis Miranda Solarest, de nem öli meg, hanem magával viszi és otthon megbilincseli. Másnap elhívja megbízóját, Garfiast is, aki rémülten látja, hogy Szakáll nem végezte el a munkát: Solares még él. Szakáll a döbbent Garfias kezébe adja a fegyvert, hogy ha akarja, hát ölje meg, akit el szeretett volna tenni láb alól. Garfias nem teszi meg, így Szakáll őt is megkötözi. Másnap Szakáll megborotválkozik, szemüveget vesz, és egy teljesen új kinézettel lép ki a világba. De még mielőtt kilépne, a két megkötözött ember közé félútra letesz egy pisztolyt és eloldja kötelékeiket. A filmből nem tudjuk meg, velük mi történt.
Ezután Szakáll igazolványképet készíttet magáról, belopódzik lánya házába, egy családi fényképre beragasztja a saját képét, a párna alá pedig több köteg pénzt tesz be. Ezután felhívja lánya üzenetrögzítőjét, ami ott található a szobában, és elmondja, hogy ő Maru valódi apja, és mennyire sajnálja, hogy kis korában elhagyta őt.
Az utolsó jelenetben Szakáll egy város melletti autótelepen eladja Garfias autóját, ahol a telep vezetője megkérdezi, hogy hívják a kutyáját. Ő azt válaszolja: „Fekete”. Ezután azt látjuk, amint Szakáll és Fekete a város irányába indulnak egy kopár pusztaságon és alakjuk elvész a messzeségben.
|  | Itt a vége a cselekmény részletezésének! |

## Szereplők
| Szereposztás | Szereposztás       | Szereposztás     |
| Szereplő | Eredeti hang       | Magyar hang      |
| --- | ------------------ | ---------------- |
| Szőrfej | Emilio Echevarría  | Varga Tamás      |
| Octavio | Gael García Bernal | Seszták Szabolcs |
| Valeria | Goya Toledo        | Hámori Eszter    |
| Daniel | Álvaro Guerrero    | Rosta Sándor     |
| Susana | Vanessa Bauche     | Szénási Kata     |
| Luis | Jorge Salinas      | Kárpáti Levente  |
| Ramiro | Marco Pérez        | Betz István      |
| Gustavo | Rodrigo Murray     | Bognár Tamás     |
| Jorge | Humberto Busto     | Minárovits Péter |
| Mauricio | Gerardo Campbell   | Szűcs Sándor     |
| További magyar hangok |                    |                  |
| Bessenyei Emma, Bodrogi Attila, Csifó Dorina, Kajtár Róbert, Lázár Sándor, Lugosi Domonkos, Lugosi Fábián, Németh Gábor, Tamási Nikolett, Végh Ferenc, Welker Gábor |                    |                  |

## Fogadtatás, kritikák
A film igen nagy sikert ért el, az első hétvégén még csak két helyen vetítve 61 047 $-os bevételt könyvelhetett el, később világszerte összesen több mint 20 millió dollárosat.
Voltak, akik kifogásolták a kutyaviadalok jeleneteit, de a rendező megnyugtatott mindenkit: a forgatás során egyetlen állat sem sérült meg, a kutyák valójában csak játszottak. A filmbeli elpusztult kutyák a valóságban ideiglenesen elaltatott állapotban voltak. A harcok filmbeli valósághűségét csak a gyors vágások és a hanghatások fokozták.
Az IMDb értékelése szerint a film 8,1 pontot ért el a maximális 10-ből, ezzel még 2013-ban is a legjobb 250 film között szerepel.
A Rotten Tomatoes 111 kritikája szerint csak 7,8 pontot ért el a 10-ből, viszont az írások 92%-a pozitív. Ugyanitt kb. 100 000 nézői szavazat alapján a film pontszáma 4,2 / 5, a tetszésindex 93%.

## Díjak és jelölések
| 2000 | ACE-díjak                              | Legjobb színész                                   | Gael García Bernal                                               | Elnyerte |
| 2000 | ACE-díjak                              | Legjobb rendező                                   | Alejandro González Iñárritu                                      | Elnyerte |
| 2002 | ALMA-díj                               | Kiemelkedő nem angol nyelvű film                  |                                                                  | Elnyerte |
| 2000 | Amerikai Filmintézet                   | Közönségdíj, legjobb játékfilm                    |                                                                  | Elnyerte |
| 2001 | Ariel-díj (Mexikó)                     | Arany Ariel                                       |                                                                  | Elnyerte |
| 2001 | Ariel-díj (Mexikó)                     | Ezüst Ariel, legjobb színész                      | Gael García Bernal                                               | Elnyerte |
| 2001 | Ariel-díj (Mexikó)                     | Ezüst Ariel, legjobb mellékszereplő               | Gustavo Sánchez Parra                                            | Elnyerte |
| 2001 | Ariel-díj (Mexikó)                     | Ezüst Ariel, legjobb operatőr                     | Rodrigo Prieto                                                   | Elnyerte |
| 2001 | Ariel-díj (Mexikó)                     | Ezüst Ariel, legjobb rendező                      | Alejandro González Iñárritu                                      | Elnyerte |
| 2001 | Ariel-díj (Mexikó)                     | Ezüst Ariel, legjobb szerkesztés                  | Alejandro González Iñárritu, Luis Carballar, Fernando Pérez Unda | Elnyerte |
| 2001 | Ariel-díj (Mexikó)                     | Ezüst Ariel, legjobb első mű                      | Alejandro González Iñárritu                                      | Elnyerte |
| 2001 | Ariel-díj (Mexikó)                     | Ezüst Ariel, legjobb smink                        | D. Ruiz Gameros, Marco Antonio Rosado                            | Elnyerte |
| 2001 | Ariel-díj (Mexikó)                     | Ezüst Ariel, legjobb díszlet                      | Melo Hinojosa, Julieta Álvarez                                   | Elnyerte |
| 2001 | Ariel-díj (Mexikó)                     | Ezüst Ariel, legjobb hang                         | Antonio Diego, Martín Hernández, Geoffrey G. Rubay, Rudy Pi      | Elnyerte |
| 2001 | Ariel-díj (Mexikó)                     | Ezüst Ariel, legjobb speciális hatások            | Alejandro Vázquez                                                | Elnyerte |
| 2001 | Ariel-díj (Mexikó)                     | Ezüst Ariel, legjobb művészeti rendezés           | Brigitte Broch                                                   | Jelölés  |
| 2001 | Ariel-díj (Mexikó)                     | Ezüst Ariel, legjobb jelmeztervezés               | Gabriela Diaque                                                  | Jelölés  |
| 2001 | Ariel-díj (Mexikó)                     | Ezüst Ariel, legjobb filmzene                     | Gustavo Santaolalla, Daniel Hidalgo                              | Jelölés  |
| 2001 | Ariel-díj (Mexikó)                     | Ezüst Ariel, legjobb eredeti forgatókönyv         | Guillermo Arriaga                                                | Jelölés  |
| 2002 | BAFTA-díj                              | Legjobb nem angol nyelvű film                     |                                                                  | Elnyerte |
| 2002 | Bodil-díj                              | Legjobb nem amerikai film                         |                                                                  | Jelölés  |
| 2000 | Bogotai Filmfesztivál                  | Közönségdíj, legjobb film                         |                                                                  | Elnyerte |
| 2000 | Bogotai filmfesztivál                  | Circolo Precolombino de Oro, legjobb rendező      | Alejandro González Iñárritu                                      | Elnyerte |
| 2000 | Bogotai Filmfesztivál                  | Circolo Precolombino de Oro, legjobb film         |                                                                  | Elnyerte |
| 2001 | Bostoni filmkritikusok                 | Legjobb nem angol nyelvű film                     |                                                                  | Elnyerte |
| 2001 | Bostoni filmkritikusok                 | Legjobb új rendező                                | Alejandro González Iñárritu                                      | 2. hely  |
| 2001 | Brit Független Filmdíjak               | Legjobb nem brit független film                   |                                                                  | Jelölés  |
| 2000 | Camerimage                             | Arany Béka                                        | Rodrigo Prieto                                                   | Elnyerte |
| 2000 | Cannes-i filmfesztivál                 | A Kritikusok Hetének nagydíja                     |                                                                  | Elnyerte |
| 2000 | Cannes-i filmfesztivál                 | Fiatal Kritikusok Díja, legjobb játékfilm         | Alejandro González Iñárritu                                      | Elnyerte |
| 2002 | Chicagói filmkritikusok                | Legjobb nem angol nyelvű film                     |                                                                  | Jelölés  |
| 2000 | Chicagói nemzetközi filmfesztivál      | Közönségdíj                                       | Alejandro González Iñárritu                                      | Elnyerte |
| 2000 | Chicagói nemzetközi filmfesztivál      | Arany Hugo, legjobb film                          |                                                                  | Elnyerte |
| 2000 | Chicagói nemzetközi filmfesztivál      | Ezüst Hugo, legjobb színész                       | Emilio Echevarría, Gael García Bernal                            | Elnyerte |
| 2002 | Chlotrudis-díj                         | Legjobb rendező                                   | Alejandro González Iñárritu                                      | Jelölés  |
| 2002 | Chlotrudis-díj                         | Legjobb film                                      |                                                                  | Jelölés  |
| 2002 | Chlotrudis-díj                         | Legjobb eredeti forgatókönyv                      | Guillermo Arriaga                                                | Jelölés  |
| 2002 | Cinema Brazil Grand Prize              | Legjobb nem portugál nyelvű film                  |                                                                  | Elnyerte |
| 2000 | Déli Fesztivál (Oslo)                  | Déli filmek-díj                                   | Alejandro González Iñárritu                                      | Elnyerte |
| 2000 | Edinborough-i nemzetközi filmfesztivál | Legjobb új rendező                                | Alejandro González Iñárritu                                      | Elnyerte |
| 2002 | Empire Awards                          | Independent Spirit Award                          | Alejandro González Iñárritu                                      | Jelölés  |
| 2001 | Ezüst Kondor (Argentína)               | Legjobb külföldi film                             |                                                                  | Elnyerte |
| 2001 | Fantasporto                            | Nemzetközi Fantáziafilm-díj, legjobb rendező      | Alejandro González Iñárritu                                      | Elnyerte |
| 2001 | Fantasporto                            | Nemzetközi Fantáziafilm-díj, legjobb film         |                                                                  | Elnyerte |
| 2001 | Fantasporto                            | Nemzetközi Fantáziafilm-díj, legjobb forgatókönyv | Guillermo Arriaga                                                | Elnyerte |
| 2000 | Genti nemzetközi filmfesztivál         | Nagydíj                                           |                                                                  | Elnyerte |
| 2001 | Golden Globe-díj                       | Legjobb nem angol nyelvű film                     |                                                                  | Jelölés  |
| 2000 | Havannai filmfesztivál                 | Coral-díj, legjobb első munka                     | Alejandro González Iñárritu                                      | Elnyerte |
| 2000 | Havannai filmfesztivál                 | Kubai sajtószövetség díja                         | Alejandro González Iñárritu                                      | Elnyerte |
| 2000 | Havannai filmfesztivál                 | Glauber Rocha-díj                                 | Alejandro González Iñárritu                                      | Elnyerte |
| 2000 | Huelva latin-amerikai filmfesztivál    | Rábida-díj                                        | Alejandro González Iñárritu                                      | Elnyerte |
| 2002 | Independent Spirit Awards              | Legjobb nem angol nyelvű film                     |                                                                  | Jelölés  |
| 2001 | Lleida latin-amerikai filmfesztivál    | Legjobb első mű                                   | Alejandro González Iñárritu                                      | Elnyerte |
| 2001 | Lleida latin-amerikai filmfesztivál    | Legjobb forgatókönyv                              | Guillermo Arriaga                                                | Elnyerte |
| 2002 | Londoni Filmkritikusok Köre            | Az év rendezője                                   | Alejandro González Iñárritu                                      | Elnyerte |
| 2001 | MTV Movie Awards, Latin-Amerika        | Az emberek kedvenc filmje                         |                                                                  | Elnyerte |
| 2002 | Mexikói filmes újságírók               | Ezüst Istennő-díj                                 |                                                                  | Elnyerte |
| 2000 | Montreali filmfesztivál                | Legjobb forgatókönyv                              | Guillermo Arriaga                                                | Elnyerte |
| 2001 | National Board of Review (USA)         | NBR-díj, legjobb film                             |                                                                  | Elnyerte |
| 2001 | National Board of Review (USA)         | NBR-díj, legjobb nem angol nyelvű filmek díja     |                                                                  | Elnyerte |
| 2001 | New York-i Filmkritikusok Egyesülete   | Legjobb nem angol nyelvű film                     |                                                                  | 3. hely  |
| 2002 | Online Filmkritikusok Társasága        | Legnagyobb filmes áttörés                         | Alejandro González Iñárritu                                      | Jelölés  |
| 2001 | Oscar-díj                              | Legjobb nem angol nyelvű film                     |                                                                  | Jelölés  |
| 2001 | Palm Springs nemzetközi filmfesztivál  | FIPRESCI-díj                                      | Alejandro González Iñárritu                                      | Elnyerte |
| 2000 | São Paulo nemzetközi filmfesztivál     | Kritikusok díja                                   |                                                                  | Elnyerte |
| 2000 | São Paulo nemzetközi filmfesztivál     | Nemzetközi zsűri díja                             | Alejandro González Iñárritu                                      | Elnyerte |
| 2000 | Tokiói nemzetközi filmfesztivál        | Legjobb rendező                                   | Alejandro González Iñárritu                                      | Elnyerte |
| 2000 | Tokiói nemzetközi filmfesztivál        | Tokió Nagydíj                                     | Alejandro González Iñárritu                                      | Elnyerte |
| 2001 | Torontói Filmkritikusok                | Legjobb első mű                                   | Alejandro González Iñárritu                                      | Jelölés  |
| 2000 | Valdivia nemzetközi filmfesztivál      | Közönségdíj                                       |                                                                  | Elnyerte |